# Heeresfeldbahnlokomotive HF 160 D
Die deutsche Schmalspur-Dampflokomotive der Heeresfeldbahntype HF 160 D war eine für den Kriegsdienst im Zweiten Weltkrieg entwickelte Heißdampf-Schlepptenderlokomotive. Die Reihe wurde auch als Kriegsdampflokomotive 11 (KDL 11) bezeichnet. 
Nach dem Krieg wurden viele Lokomotiven zivilen Verwendungszwecken zugeführt, dabei wurden einige Exemplare auch auf Normalspur umgespurt.

## Geschichte

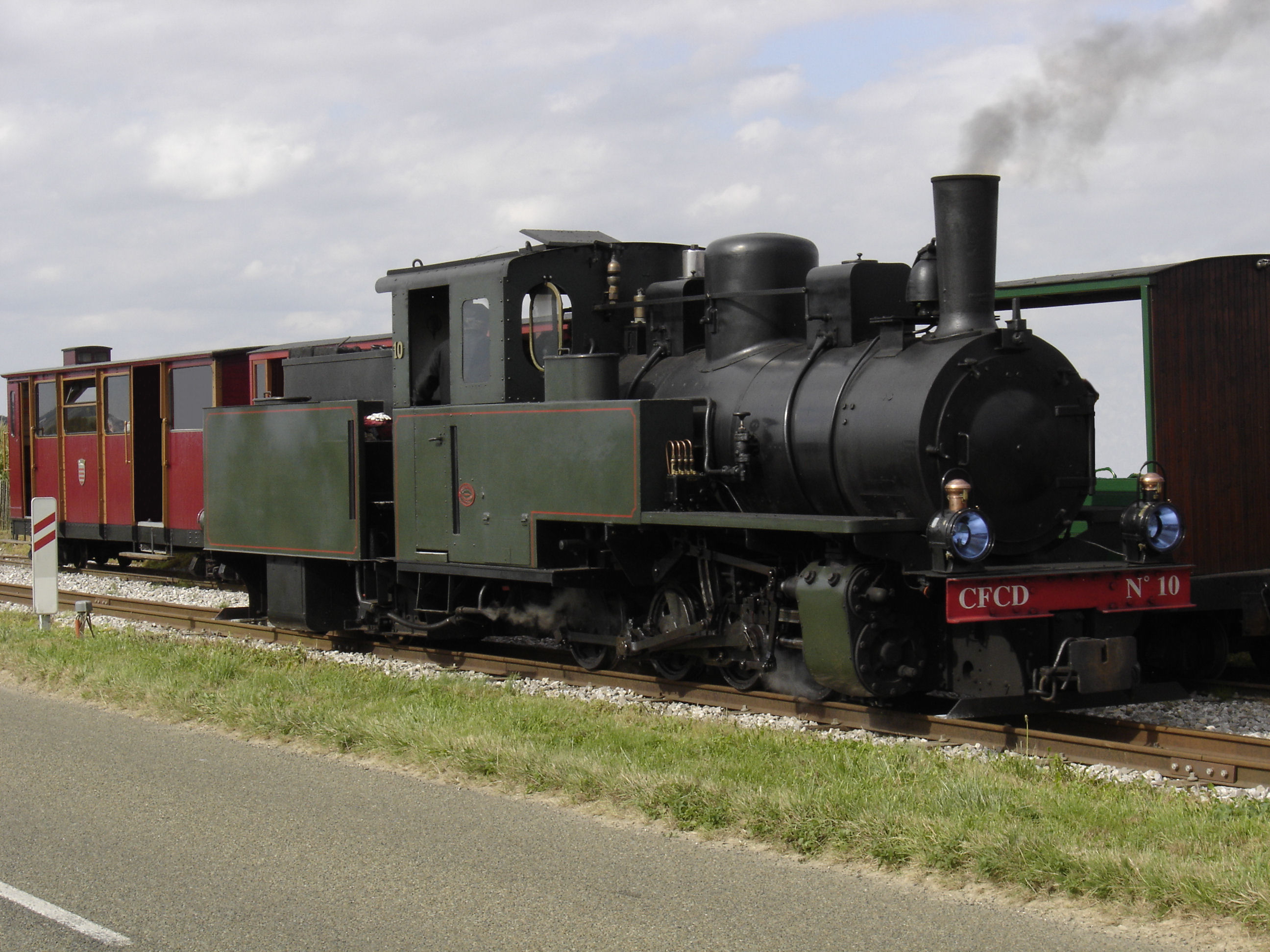
KDL 11 der Chemin de fer Froissy-Dompierre

In den Jahren 1938/39 lieferten die BMAG, Krauss-Maffei, Orenstein & Koppel sowie Krupp jeweils Prototypen für eine Halbtenderlokomotive mit Schlepptender im Leistungsbereich von 140–160 PS. Diesen Einzelstücken folgte jedoch keine Serienfertigung.

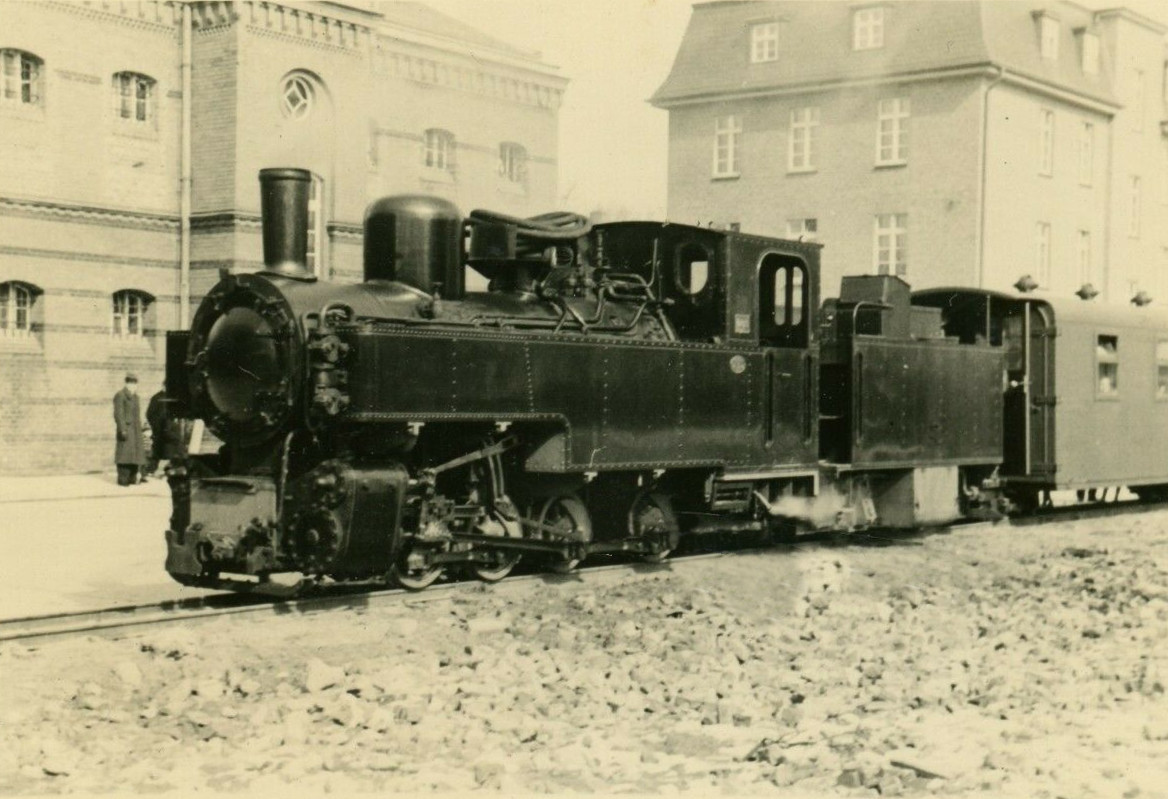
Prototyplokomotive von Krupp

Im Zuge der Erstellung des Kriegstypenkataloges kam es 1943 auch zur Definierung der späteren HF 160 D. Diese ersetzte aufgrund der Beschränkung der zu bauenden Lokomotivtypen in Spurweite 750 mm die bisher gebaute HF 110 C als Type für den Streckeneinsatz, da sie über größere Leistungsreserven verfügte. Für die neue, auch als KDL 11 bezeichnete Lokomotivtype wurde der Entwurf der BMAG weiterentwickelt und als Heißdampflokomotive ausgeführt.
Da die großen Lokfabriken des Reichs mit der Produktion der normalspurigen Kriegslokomotivtypen ausgelastet waren, wurde die Produktion der geplanten 55 Lokomotiven an die Société Franco Belge im besetzten Frankreich vergeben, die 1944 mit der Auslieferung der ersten Lokomotiven aus ihrem Werk in Raismes begann.
Da die KDL 11 besonders für den Osteinsatz unter widrigen Bedingungen vorgesehen war, sollte die Halbtenderlok mit einem reichlich dimensionierten vierachsigen Tender gekuppelt werden. Aufgrund der relativ späten Fertigstellung gelangten nur noch zwei dieser Lokomotiven zum Transport Richtung Osten, sie blieben allerdings in Polen und Finnland liegen. Der überwiegende Teil der Lokomotiven wurde daraufhin als Tenderlokomotive ausgeliefert und erhielten zum Teil mit verlängerte Wasserkästen.
Von 24 insgesamt Lokomotiven ist die Existenz nachgewiesen, wobei einige erst nach dem Krieg aus vorhandenen Komponenten montiert worden sind. Einige bei Franco Belge verbliebene Exemplare wurden nach Kriegsende an französische Zuckerfabriken verkauft, die restlichen Lokomotiven wurden auf Normalspur umgespurt und an Werksbahnen verkauft.

## Einsatz nach 1945

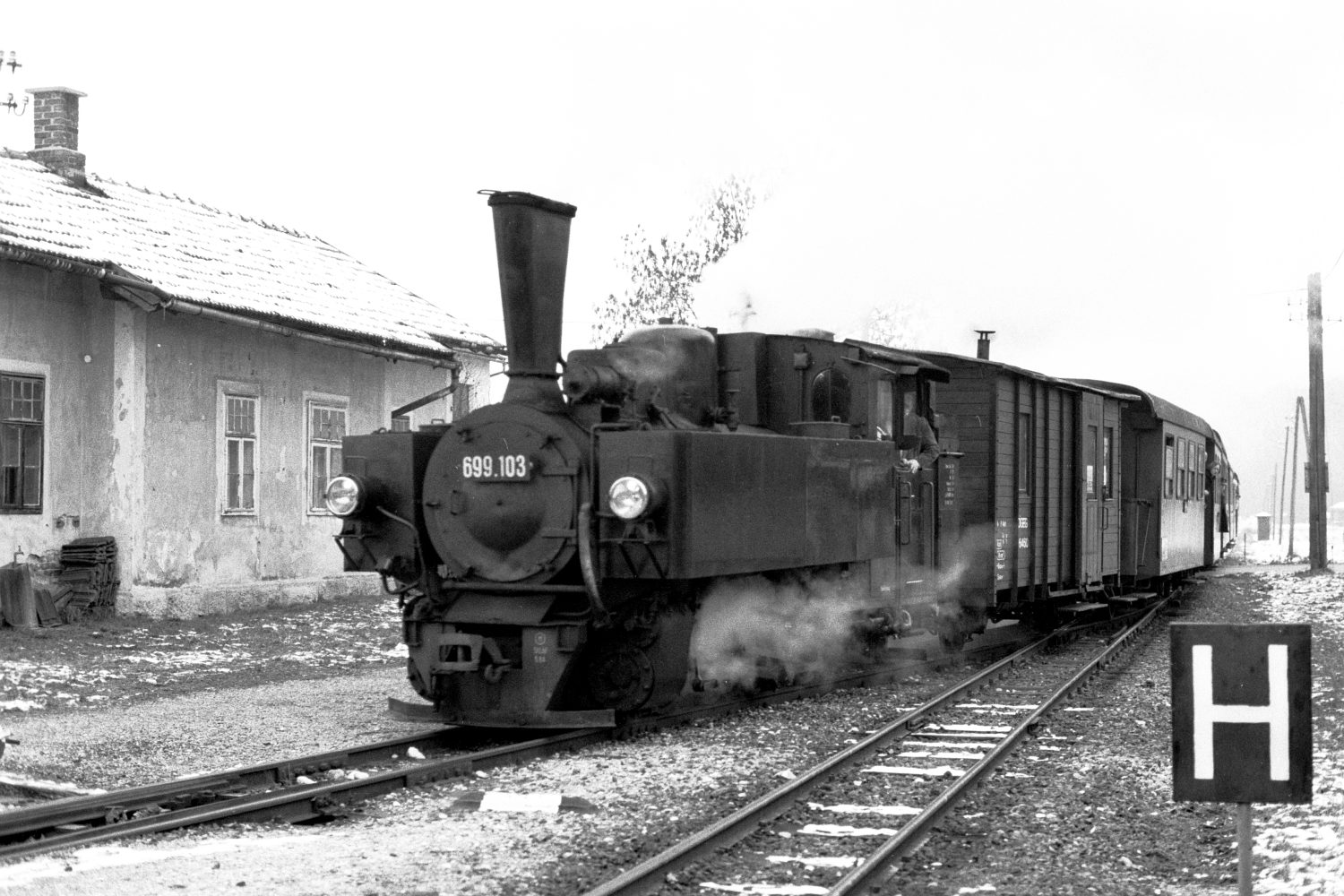
Tenderlok 699.103 im Bahnhof Aschach an der Steyr auf der Steyrtalbahn

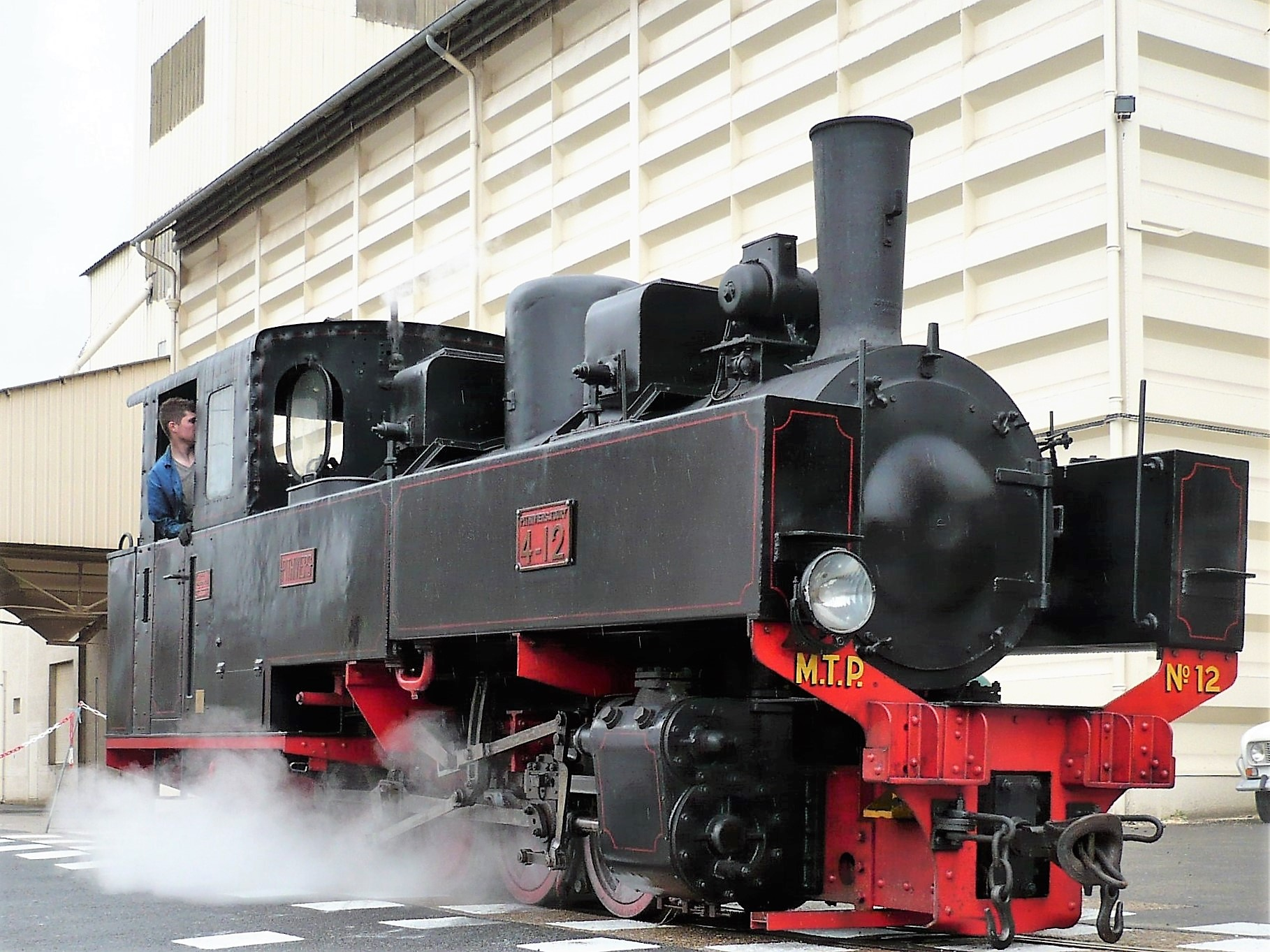
TPT 4-12

### HF 160 D in Österreich
Bei den ÖBB wurden die Lokomotiven als Reihe 699 geführt. Statt der ursprünglich vorgesehenen vierachsigen Tender fuhren die Loks mit überzähligen zweiachsigen Tendern der Type HF 110 C. Die Reihe 699.1 entstand durch Umbau zu Tenderlokomotiven mit entsprechend vergrößerten Vorräten.
Die Lokomotiven der Reihe 699 waren auf mehreren Schmalspurstrecken der ÖBB eingesetzt. Sie waren auf der Bregenzerwaldbahn, der Pinzgaubahn, den Waldviertler Schmalspurbahnen, der Vellachtalbahn und der Steyrtalbahn anzutreffen. Sechs Maschinen schieden bis 1973 aus, die 699.103 gehörte bis zu deren Einstellung 1982 zum Betriebsbestand der Steyrtalbahn.
Laut Adolph Giesl-Gieslingen waren die gedrungen wirkenden Lokomotiven dank ihres Heißdampfkessels der ÖBB 498 (BBÖ Uh) leistungsmäßig fast ebenbürtig.

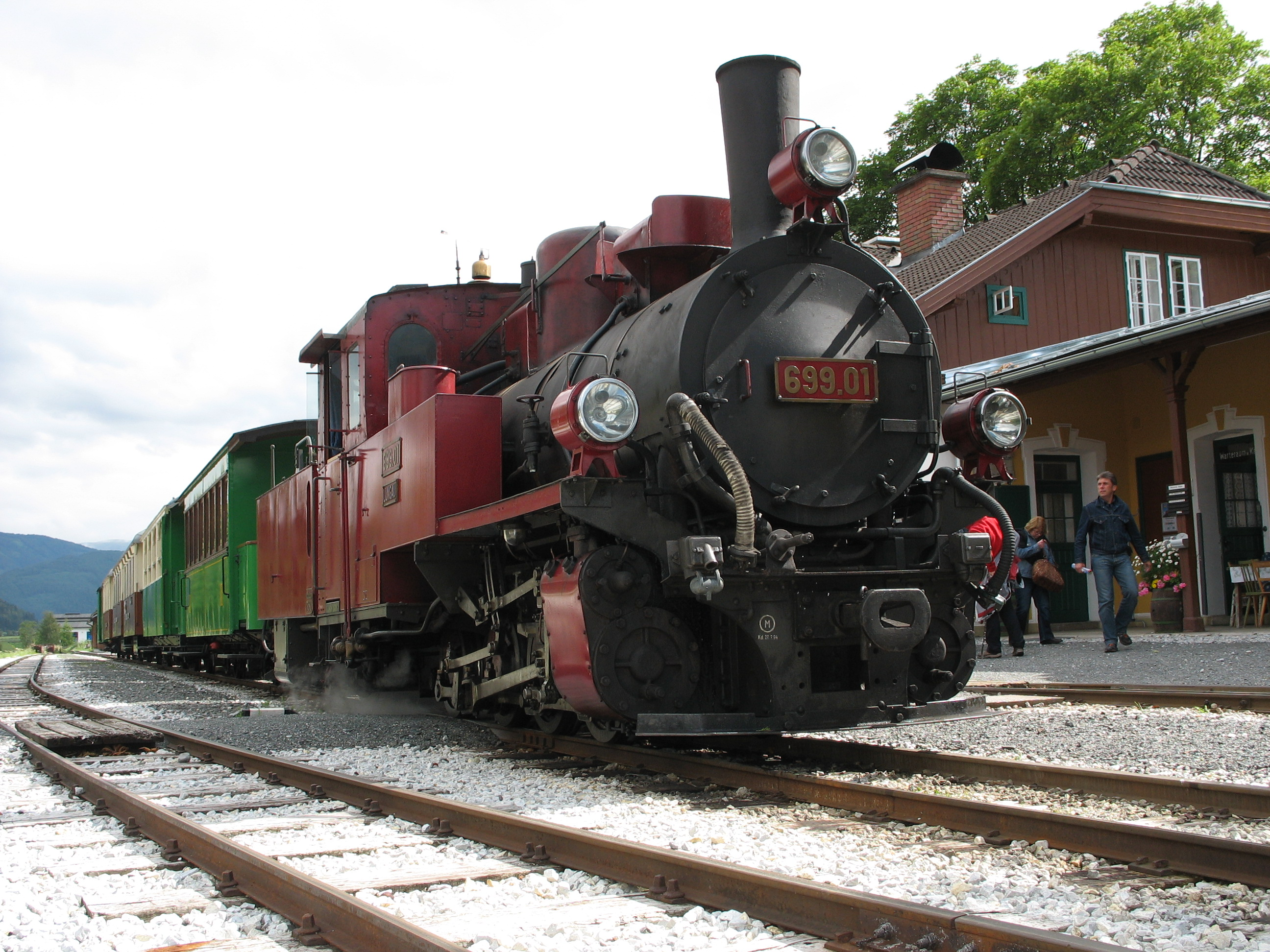
699.01 im roten Touristikbahnanstrich im Bahnhof Mauterndorf

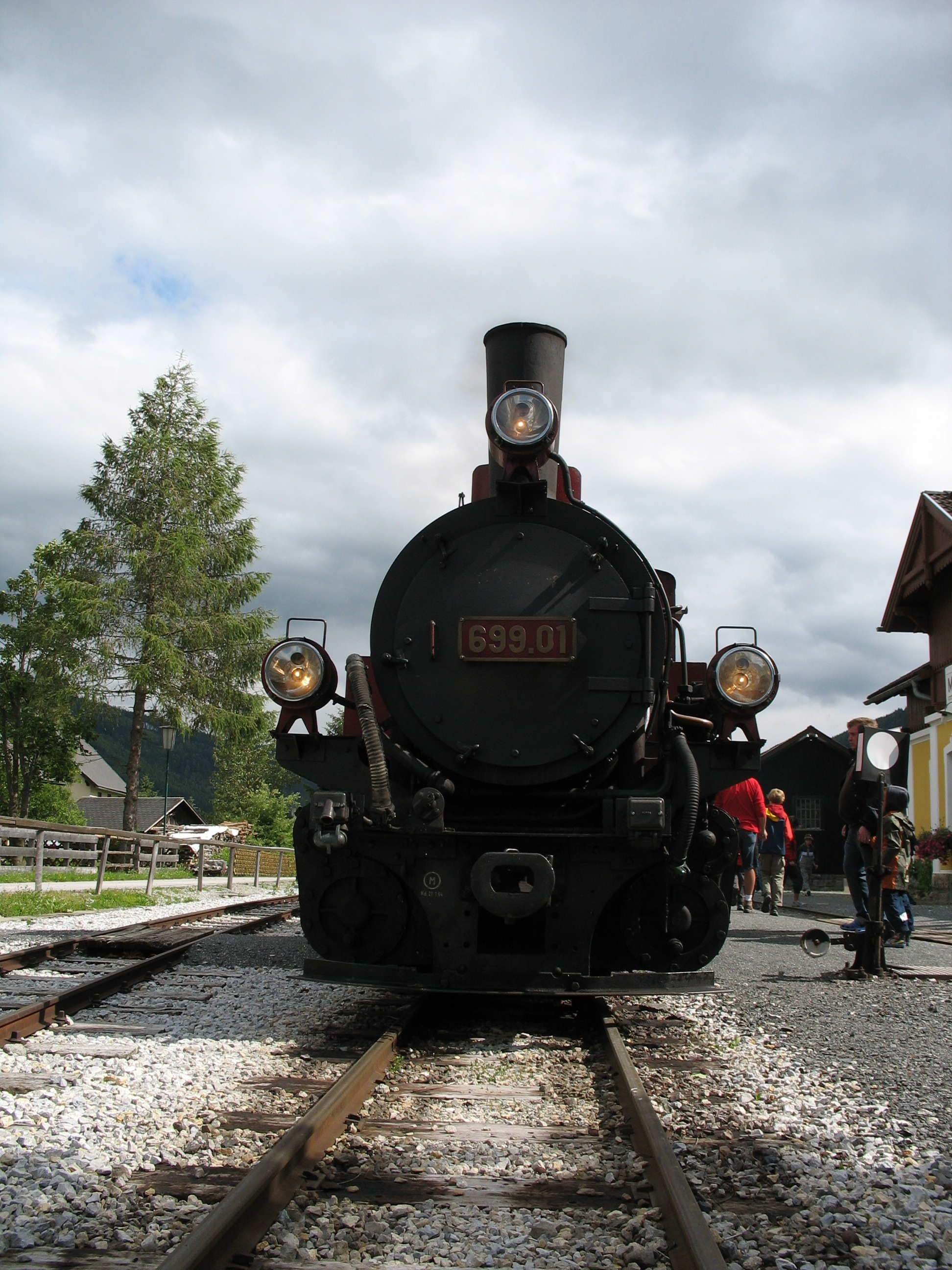
699.01 im Bahnhof Mauterndorf

### Erhaltene Exemplare
| Hersteller | Fabrik-Nr. | Baujahr | Erste Nr. nach 1945                               | Zustand                   | Bemerkung                                                                                         |
| ---------- | ---------- | ------- | ------------------------------------------------- | ------------------------- | ------------------------------------------------------------------------------------------------- |
| SFB        | 2817       | 1944    | ÖBB 699.101, zur Tenderlok umgebaut               | betriebsfähig             | im Einsatz auf der Gurktalbahn                                                                    |
| SFB        | 2818       | 1944    | ÖBB 699.01                                        | betriebsfähig             | Club 760, im Einsatz auf der Taurachbahn                                                          |
| SFB        | 2819       | 1944    | ÖBB 699.102                                       | 1983 von ÖBB verschrottet | zur Tenderlok umgebaut                                                                            |
| SFB        | 2821       | 1944    | ÖBB 699.103                                       | betriebsfähig             | zur Tenderlok umgebaut, ÖGEG Steyrtalbahn                                                         |
| SFB        | 2822       | 1944    | ÖBB 699.02                                        | in Aufarbeitung           | Privatbesitz Österreich                                                                           |
| SFB        | 2836       | 1945    | Zuckerfabrik Ternynck in Coucy le Chateau; NR. 21 | betriebsfähig             | APPEVA                                                                                            |
| SFB        | 2843       | 1945    | TPT 4-12 (Tramway Pithiviers-Toury)               | betriebsfähig             | umgespurt auf 600 mm Spurweite, Pithiviers, L’Association du Musée des Transports de Pithiviers   |
| SFB        | 2844       | 1945    | TPT 4-13                                          | nicht betriebsfähig       | umgespurt auf 600 mm Spurweite, Bligny-sur-Ouche                                                  |
| SFB        | 2845       | 1945    |                                                   |                           | umgespurt auf 1435 mm Spurweite (Normalspur), Chemin de Fer Touristique de la Vallée de la Doller |
| SFB        | 2855       | 1944    |                                                   | nicht betriebsfähig       | ex SKGLB, ex StLB, Sir Drefaldwyn, Tenderlok analog ÖBB 699.1                                     |
| SFB        | 2856       | 1944    | ÖBB 699.03                                        | verschrottet              | ausgemustert 1971                                                                                 |
| SFB        | 2857       | 1944    | ÖBB 699.104                                       | verschrottet              | 1965 abgestellt, 1968 Ersatzteilspender in Hauptwerkstätte Knittelfeld                            |